# Мудрик-Мечник Степан Михайлович
Мудрик Степан Михайлович (псевдо: «Мечник») (* 5 жовтня 1919, с. Криве, Радехівський район, Львівська область — † 20 квітня 2004, Новий Ульм, Німеччина ) — український військовий діяч ,заступник командира воєнної округи УПА ВО-2 «Буг», в'язень німецьких концтаборів, керівник розвідки ЗЧ ОУН (з 1951), Голова Головної Ради ОУН, заступник президента Світового конгресу вільних українців (СКВУ) в Європі.

## Дитинство. Юність. Національне становлення
Степан Мудрик народився 5 жовтня 1919 року в селянській сім'ї у селі Криве Радехівського повіту на Львівщині. Крім нього в сім'ї було ще двоє дітей, Петро та Катерина. Батько Степана — Михайло, був одним з найкращих господарів у селі.
В с. Кривому крім українців, згуртованихі довкола читальні «Просвіти», жили галицькі москвофіли, які гуртувалися навколо «Общества имени Качковского». Крім них було ще декілька родин місцевих поляків та кільканадцять колоністів. Вони об'єднувались в «Товажиство школи людовей», а крім того створили в селі парамілітарну організацію «Стшелєц», яка допомагала поліції, за що поляки отримували від держави різні полегшення та позики.
Москвофіли з «Общества Качковского» також користувалася підтримкою польської влади. Ці люди називали себе «русскими», а українцям давали назву «мазепинців». Під час виборів вони блокувалися з поляками. В одній зі своїх книжок, «Під трьома окупантами» Степан Мудрик згадував: 
| «Я знав цілий повіт, до якого було приналежне наше село, але такої комедії з тим «кацапством» не було ніде. Польська влада всіма силами намагалася підтримувати їх, не даючи їм завмерти. Вони тримали спільний фронт проти українців. Вони влаштовували всілякі танцювальні вечори — як не в польській, то в «кацапській» домівці. Коли українці робили заходи в поліції чи в старости (голови повіту) про дозвіл на яку-небудь імпрезу, то їм відповідали: - Ми вже у вашому селі дали дозвіл. Ідіть туди, де дано дозвіл.» |
Але агітація «качковців» не мала на молодь в селі жодного проросійського впливу. Спогади про перебування в Галичині російської армії та репресії царського режиму на національному ґрунті виробили імунітет до великоімперської пропаганди.
Важливу роль в національному вихованні відігравав економічний фактор. Українці купували товари лише в українській кооперативі. Це надзвичайно ускладнювало діяльність польських колоністів, для яких спроби розгорнути торговельну справу закінчувались крахом. Добрий стан кооперативи дозволяв підтримувати читальню «Просвіти», де були підшивки всіх українських часописів зі Львова, хор, аматорський театральний гурток.
Розпочавши навчання у школі в Радехові, Степан урок національного виховання отримав в перший же день, коли дирекція відмовилась реєструвати його українцем. Від того часу він опинився під спецнаглядом вчителів. А коли на свята та в неділю одягав вишивану сорочку, то шкільна влада віднесла його до категорії «гайдамаків», тих, які зумисне кидають виклик існуючому стану речей.
З національною несправедливістю Степан стикався і в місті, де поляки, починаючи від робітника й кінчаючи інтелігентом, робили українцям кривду на кожному кроці. Тільки й можна було почути з їхнього боку «русін — кабан», а коли селянин приходив до уряду і не знав польської мови, то зустрічався з кпинами і різними перешкодами…
Все це і політичний процес над Біласом і Данилишиним підштовхнуло Мудрика до пошуків контактів з ОУН. Прагнення працювати для самостійності власного народу привело його в ряди націоналістичного підпілля.
Згадуючи свою працю в той час, Степан Мудрик писав: 
| «Завдання, що стояло перед нами — працювати над собою і з молоддю, яка належала до організаційних рядів. На той час припадає акція організації, скерована на поборювання польських монопольних товарів за допомогою бойкотів. Так, зокрема, бойкотовано тих наших молодих людей, які виявляли нахил до алькоголю. Це допомагало, і молодь кидала пити. Так само було зорганізовано бойкот тих покупців, які полестились на конкуренційно-здешевілі ціни в польських та жидівських крамницях. Завданням організації було привернути увагу наших українських кооперативних установ і тим зміцнити їх. Отже, біля ворожих нам крамниць установлювано вечорами пікети. Коли хтось малосвідомий ішов до них купувати, молоді люди підходили до нього і пояснювали шкоду від його поступовання для національної справи. Таким чином на 1938 рік було досягнуто такого стану, що ворожі нам купці зникли зовсім із сіл, подавшися до міст. Під гаслом «Український гріш — в українські руки» торговельна справа на селі залишилася цілковито в українських руках.» |
Цей спогад Степана Мудрика з книги «Під трьома окупантами» розвіює уявлення про ОУН, як організацію, яка своїм завданням ставила виключно збройну боротьбу та бойові акції. Гасло «Свій до свого по своє» зробило для утвердження української ідентичности не менше, а може, й більше, ніж гучні замахи проти окупантів. Його реалізація на практиці створила економічні передумови для визвольної боротьби, дала можливість фінансувати випуск патріотичної літератури, підтримувати в тюрмах політичних в'язнів і показала, що Україна може бути багатою лише тоді, коли українець вироблятиме продукт для українця і купуватиме продукт в українця.
Напередодні німецько-радянської війни Степан Мудрик став зв'язковим між краєвим провідником ОУН Іваном Климівим — «Леґендою» і Провідником Степаном Бандерою.

## Друга світова війна
З часу проголошення Акта відновлення Української Держави Степан Мудрик займався створенням місцевих українських органів влади, а з початком німецьких репресій проти представників українського народу знову перейшов у підпілля.
У січні 1942 року був направлений для роботи в мережі ОУН на Східній Україні, був членом обласного проводу ОУН Київської області. В липні 1942 року Мудрик був затриманий ґестапо на Білоцерківщині, але втік з попереднього арешту. Після цього отримав завдання готувати військово-адміністративний апарат в Західній Україні. На посаді заступника командира воєнної округи УПА ВО-2 «Буг» Степан Мудрик проводив велику організаційну роботу для створення УПА. За що знову був заарештований ґестапо в листопаді 1943 року. Його публічно катували, але згідно з присягою члена ОУН, «ні просьби, ні грозьби, ні тортури ані смерть» не змусили його зрадити друзів. Був засуджений гітлерівським судом до смерті, але завдяки заходам друзів-підпільників і нареченої Лесі апеляційний суд замінив розстріл на концтабір. Степану Мудрику довелось бути в'язнем Ґросрозена і Заксенгаузена, Ревенсбурґа і Дори.

## Діяльність в еміграції
В квітні 1945 року був звільнений американськими військами. Опинившись на волі в американській зоні окупації Степан Мудрик почав рятувати політичних еміґрантів від радянських репатріаційних комісій, по суті — від вірної смерті в гулагах. Ця робота допомогла йому відновити втрачені зв'язки з ОУН, він багато займався організацією громадського життя українців у Німеччині. Він був членом Проводу ЗЧ ОУН і однодумцем Степана Бандери, тереновим провідником ОУН у Німеччині.
Однак найвідповідальнішою справою його життя стала робота керівника розвідки ОУН. Не маючи опертя на державні структури свого народу, будучи під тиском спецслужб інших держав, українці встояли в боротьбі з такою потужною структурою, як КҐБ, не допустили до совєтизації громадських організацій українців в еміґрації. За кілька тижнів до останнього, вдалого замаху КҐБ на Степана Бандеру мережа розвідки ОУН дала сигнал, про те, що планується чергова спроба політичного вбивства, і якби на підставі цієї інформації, тими, хто приймає політичні рішення, було вирішено вивести Бандеру з-під удару (як і пропонував Мудрик), замаху би просто не відбулося.
За словами Степана Мудрика:

| Багато років, у мене перед очима проходив перебіг засідання Проводу ОУН, на якому я попереджував про небезпеку, говорив гостріше, ніж того вимагав етикет, але марно. І все життя, згадуючи Провідника, мені мимоволі приходила думка, що в серйозність попередження Бандера повірив в останні секунди свого життя. |
Він входив до керівних органів багатьох еміґраційних структур як представник бандерівської ОУН, шукав на цих форумах порозуміння з іншими середовищами, і знаходив його там, де багатьом не вдавалось. Виконував важливі функції і в самій ОУН: під час головування Ярослава Стецька і Василя Олеськіва — організаційно-кадровий референт Проводу ОУН.
Від 1991 року в час, коли Провідником була Слава Стецько, обіймав посаду Голови Головної Ради ОУН. Протягом 10 років був заступником президента Світового конгресу вільних українців (СКВУ) в Європі та активним співробітником багатьох газет та журналів. 11 років Степан Мудрик очолював Координаційний осередок українських громадських установ у Європі (КОНГУ), був почесним членом Всеукраїнського Братства ОУН і УПА та центрального представництва української еміграції у Німеччині.
Але навіть займаючи такі високі посади, він сприймав світ через досвід своєї боротьби з КҐБ. Він бачив, що на його відтинку фронту війна не припинилась, і докладав усіх зусиль, щоб ворог не зміг взяти зсередини неприступну фортецю, збудовану Коновальцем і Бандерою.
Був нагороджений найвищою нагородою Товариства колишніх вояків УПА — «Золотим Хрестом». Він написав немало книжок про визвольну боротьбу, в тому числі художніх творів, детективів, статей, які є цінним матеріалом для виховання молодого покоління.
Помер 20 квітня 2004 року в Новому Ульмі. Похований на українській ділянці місцевого цвинтаря. Станом на 2021 рік — могила втрачена (за німецькими законами, якщо за могилу кілька років не платити — її ліквідовують, а натомість хоронять іншу людину).

## Творчий доробок Степана Мудрика-Мечника
- Під трьома окупантами. Спогади українського революціонера-підпільника. УВС, Лондон,1958
- Нескорені. Документальна повість про геройську боротьбу членів революційної ОУН. УВС, Лондон, 1965.
- У боротьбі проти московської агентури. Українське Видавництво, Мюнхен, 1981.
- У затяжній боротьбі. Українське Видавництво, Мюнхен, 1983.
- Початок невідомого. Українське Видавництво, Мюнхен, 1984.
- Від Опричнини до КҐБ. Духовність московського імперіалізму. Українське Видавництво, Мюнхен, 1981.
- Роздумую, пригадую. Українське Видавництво, Мюнхен, 1985.
- Люди, роки, події. Українське Видавництво, Мюнхен, 1986.
- Вивчаємо ворога. Українське Видавництво, Мюнхен, 1989.
- Від Сталіна до Ґорбачова. Нью- Йорк, 1990.
- За нашу незалежність. Українське Видавництво, Мюнхен, 1990.
- П'ять років перестройки. Львів, 1991.
- У вирі воєнного лихоліття: ОУН, УПА у боротьбі з гітлерівськими окупантами. Львів, Видавництво Край, 1992.
- Українська молодь і її шлях до ОУН. Стрий, 1992.
- Служба безпеки революційної ОУН у боротьбі З НКВД-НКҐБ-МҐБ-КҐБ. Тернопіль, 1993.
- Революційна ОУН під проводом Степана Бандери (причинки до історії). Стрий, 1993.
- В підпіллі революційної ОУН. Львів, Видавництво Фенікс, 1993.
- ОУН і розбудова української держави. Львів, Каменяр, 1993.
- Служба безпеки революційної ОУН в боротьбі з НКВД-НКҐБ-МҐБ-КҐБ (поширене друге видання). Тернопіль, 1994.
- Радехівщина у боротьбі за Українську Самостійну Державу. Львів, «Універсум», 1994.
- Закордонні частини Організації Українських Націоналістів. Львів, «Галицька Видавнича Спілка», 1995.
- Закордонні частини ОУН: Внутрішні справи і діяльність в еміграції, 1996.
- ОУН в Україні і за кордоном під проводом Степана Бандери. Львів, «Галицька Видавнича Спілка», 1997.
- Шляхами підпілля революційної ОУН. Львів, «Універсум», 1997.
- Неправдою себе не оправдаєш. Львів-Мюнхен, Видавничий центр «Арсенал», 1997.
- Спогади про Степана Бандеру. Львів, «Галицька Видавнича Спілка», 1999.
- Як шириться неправда. Львів-Мюнхен, 2000.
- Боротьба за правду і правопорядок в ОУН-б. Львів-Мюнхен, 2000.
- З приводу книжки Микола Лебедь. Новий Ульм, 2001.